# گوکچه‌دره (دمیراوزو)
گوکچه‌دره (به ترکی استانبولی: Gökçedere، به ارمنی: Բլուր، به کردی: Pilor) یک منطقهٔ مسکونی در ترکیه است که در دمیراوزو واقع شده‌است. گوکچه‌دره ۲٬۳۵۱ نفر جمعیت دارد.